# پی‌زدال-۱۰۴ ویگلا
پی‌زدال-۱۰۴ ویگلا (به انگلیسی: PZL-104_Wilga) یک هواگرد ملخ‌پیشین تک‌موتوره از نوع ترابری ساخت شرکت PZL Warszawa-Okęcie است. هواگرد پی‌زدال-۱۰۴ ویگلا نخستین پروازش را در ۲۴ آوریل ۱۹۶۲ میلادی انجام داد. در مجموع، تعداد ۱٬۰۰۰+ فروند از این هواگرد ساخته شده‌است.